# Slauko der Große
Slauko der Große (auch Slavek Magnus, Slackko von Riesenburg; tschechisch Slávek Veliký auch Slávek I.; † 1226 in Ossegg) war ein böhmischer Fürst. Er war um 1207 Burggraf in Bilin, höchster Kämmerer von 1198 bis 1202 und 1212 bis 1226. Slauko gründete bei Elbogen die Städte Schlackenwerth und Schlaggenwald sowie das Zisterzienserkloster Ossegg.
Zu Beginn der Herrschaft des Königs Přemysl Ottokar I. tauchte nach dem Ableben des Grabissa III. als Kämmerer dessen Bruder Slauko auf. Kurz darauf übernahm vorübergehend Cernin von Drslawitz (Černín z Drslavic) das Amt. Slauko zog sich auf seine Anwesen in Bilin zurück, nahm jedoch weiterhin an den Entscheidungen teil und wurde in manchen Verträgen vor Cernin genannt. Slauko war es auch, der 1199 die Zisterziensermönche vom bayerischen Kloster Waldsassen von Maschau nach Osseg holte.
Im Jahre 1211 erschien das erste Mal die Titulierung der Große oder auch comes Belinensis. Als Kastellan von Bilin unterstrich er Macht und Aufstieg, indem er einen eigenen Hof anheuerte. Ganz oben stand der villicus, weiter Essensträger, Kellner und Zöllner. Im gleichen Jahr berichtete der Domherr von Vyšehrad: „Der König Přemysl revoltierte gegen den Kaiser und Cernin wurde aus Böhmen verbannt.“ Zum Nachfolger wurde wieder Slauko berufen und hielt dieses Amt bis zu seinem Tod. 
Seinem Herren war er ein treuer Diener, auch in Zeiten, als Konflikte mit dem Prager Bischof Daniel II. offen ausgetragen wurden, der den Einfluss der Kirche in Böhmen stärken wollte. In dieser Situation bewies Slauko Besonnenheit und diplomatisches Geschick. Dies wurde auch durch Papst Honorius III. 1217 ausdrücklich positiv bewertet. Slauko gewann nach und nach das Vertrauen des Königs. Er ernannte ihn zu einem der sechs Abgesandten, die 1219 mit dem Bischof einen annehmbaren Kompromiss aushandeln sollten.
Die erfolgreichen Verhandlungen honorierte auch der Papst. 1206 legte Slauko den Grundstein für das Kloster der Jungfrau Maria in Ossegg, dessen Dom der Papst 1221 mit Reliquien heiliger Märtyrer Kosmas, Sebastian, Fabianus, Cyprian und der seligen Jungfrau Petronilla beschenkte. Der Prager Bischof und der Papst nahmen das Kloster anschließend unter ihren Schutz. Das Werk Slaukos setzten dann seine Söhne Bohuslav I., und die Enkel Boresch I. und Slauko III. fort. Der Letztere fungierte von 1234 bis 1239 auch als Abt des Klosters. Anschließend wurde er zum Abt im Kloster Marienwerder gewählt. Nach Ossegg kehrte er 1249 zurück und wurde hier vermutlich in der Basilika der Jungfrau Maria bestattet. 
Slauko schenkte dem Kloster zahlreiche Dörfer und Ländereien, befreite es von Zöllen in der Region Bilin und ließ ihnen Zollgebühren für die dem Kloster am nächsten gelegenen Zufahrtsstraße zukommen. Er selbst kaufte von Georg von Milevsko weitere Dörfer hinzu und erhielt andere vom König. Mit dem Kloster in Doxan tauschte er zwei inzwischen nicht mehr existierende Dörfer gegen Ladowitz. 